# Albert Ramon
Albert Ramon (Brujas, 1 de noviembre de 1920 - Eeklo, 21 de marzo de 1993) fue un ciclista belga que fue profesional entre 1941 y 1951. Durante su carrera consiguió más de 50 victorias, siendo las más destacadas la Vuelta a Bélgica de 1946, la París-Tours de 1949 y el campeonato de Bélgica de 1950.
El 11 de septiembre de 1951, en una carrera a Waarschoot, mientras estaba arreglando un pichazo es atropellado por un coche, quedando paralítico y teniendo que abandonar la actividad ciclista.

## Palmarés
- 1946
  - 1.º en la Vuelta a Bélgica
- 1947
  - 1.º en la Nationale Sluitingsprijs
- 1949
  - 1.º en la Pariera-Tours
- 1950
  - Campeón de Bélgica en ruta

### Resultados al Tour de Francia
- 1948. Abandona (12.ª etapa)